# 姜勝本墾號
姜勝本墾號全名竹塹大溪墘庄墾戶姜勝本，乾隆十六年由清政府核發給范姜殿高（姜殿存）的墾照。開墾範圍：東至東勢屋墘古路透溪（楊梅區營盤腳以東，今楊梅區上田里），西至林養田（上石牌，今新屋區石牌里），南至社仔溪，北至埔頂車路（觀音區泉州屋大堀坑，今觀音區大堀里）分水為界。共約三千六百九十公頃。

## 開墾史
范姜殿高率兄弟族人來此地開墾，起初以甲頭屋（今新屋區東明里一帶）為居住，由此向外開墾，但與社仔的凱達格蘭平埔族霄裡社人發生邊界糾紛，屢遭出草，死傷慘重，遂遷居今新屋區公所一帶，並興建公廳，當地人引為盛事，以客語稱其為「起新屋」，即新屋庄地名由來。而此「新屋」（五棟范姜老屋群中的范姜公廳）於1985年（民國74年）8月19日經內政部評定為第三級古蹟，是新屋區最珍貴之古宅。（註：客語「公廳」指祭拜祖先的祠堂。）
新屋開墾以范姜姓為大宗，二房范姜殿高來臺後，居於東明里上庄子社子溪邊。後來的三房范姜殿發掌祠堂以南至東明村，東勢至苦練腳上田心等地。四房范姜殿章掌理今祠堂以北，北勢至藍埔、石橋等地。范姜殿高、殿發、殿章來臺22年之後，長房范姜殿榮、五房范姜殿爵於1758年（乾隆23年）冬，奉雙親遺骨與家眷來臺。范姜殿爵分得祠堂前至石磊仔耕地，范姜殿榮得到甲頭屋至石牌嶺之地。